# Копривица, Василие
Василие Копривица (сербохорв. Василије Копривица / Vasilije Koprivica; 10 апреля 1919, Реновац, около Никшича — 28 марта 1943, Невесине) — югославский черногорский крестьянин, партизан Народно-освободительной войны, Народный герой Югославии.

## Биография
Родился 10 апреля 1919 года в селе Реновац около Никшича (ныне Черногория) в бедной крестьянской семье. До 1941 года занимался земледелием. На фронте Народно-освободительной борьбы с 1941 года, командовал Копривской ротой и Баньско-Вучедолским батальоном. 12 июня 1942 года стал бойцом 5-й пролетарской черногорской ударной бригады, командовал ротой 3-го батальона бригады. С 1942 года — член Коммунистической партии Югославии. Участвовал во всех боях 5-й черногорской бригады, погиб 28 марта 1943 во время наступления на Невесине. 20 декабря 1951 посмертно указом Президиума Народной Скупщины ФНРЮ награждён орденом и званием Народного героя Югославии.